# Sveti Matej (Gornja Stubica)
Sveti Matej falu Horvátországban Krapina-Zagorje megyében. Közigazgatásilag Gornja Stubicához tartozik.

## Fekvése
Zágrábtól 19 km-re északkeletre, községközpontjától 5 km-re délkeletre a Horvát Zagorje területén a Medvednica parkerdő északi lejtőin, a megye délkeleti részén fekszik.

## Története
Szent Mátyás apostol tiszteletére szentelt templomát már 1279-ben említik.
A településnek 1857-ben 540, 1910-ben 910 lakosa volt. Trianonig Zágráb vármegye Stubicai járásához tartozott. 2001-ben 631 lakosa volt.

## Nevezetességei
A település közepén, egy kis magaslaton álló, Szent Mátyás apostol tiszteletére szentelt temploma a 13. században már állt. Az egyhajós épületben a hajóval azonos szélességű téglalap alakú szentély és háromoldalú apszis található. A szentély mellett, az északi és a déli oldalon egy-egy kápolna áll, amelyek latin kereszt alakot kölcsönöznek a templomnak. A központi tengelyben kiemelkedő harangtorony és az alsó oldalsó helyiségek képezik a fő, bejárati homlokzatot. Az 1279-ből származó középkori épület a 19. századi földrengésben megsemmisült, 1880-ban Hermann Bolle tervei szerint neogótikus stílusban építették újjá. Az átalakítás ellenére a templom megőrizte egy régebbi épület jellegzetességeit, mely két teljesen különböző szakrális építészeti időszak kombinációja. Egyike az ország legértékesebb gótikus templomainak.

## Külső hivatkozások
Gornja Stubica község honlapja